# Alisha Chinai
Alisha Chinai (née le 18 mars 1965 à Ahmedabad) est une chanteuse indienne. Elle est surnommée la "Reine de l'indipop".

## Biographie
Alisha Chinai explique que son amour pour la musique commence très tôt, avec des spectacles à l'école et sous l'influence de sa mère, qui aime la musique pop occidentale, et son père, chanteur folklorique, aussi comment elle défia le stéréotype selon lequel les filles indiennes ne peuvent pas chanter de la musique pop de sa propre création.
Alisha Chinai fait tout de suite une carrière dans la pop indienne. Elle sort son premier album Jadoo en 1985. En 1989, elle sort un album de reprises de Madonna en hindi.
Alisha Chinai vient à la musique de Bollywood grâce au directeur musical et compositeur Bappi Lahiri. Ils ont de nombreux succès disco ensemble dans de nombreux films dans les années 1980, notamment Adventures of Tarzan, Dance Dance ou Love Love Love. Lorsqu'elle commence sa carrière avec lui, elle chante pour de nombreuses actrices de premier plan, telles que Karisma Kapoor, Smita Patil, Mandakini, Sridevi, Juhi Chawla, Madhuri Dixit, Divya Bharti. En 1985, Alisha chante deux chansons avec Remo Fernandes, en konkani, pour l'album Old Goan Gold. Elle enregistre une chanson pour le film Jalwa (1987) de Pankuj Parashar, composée par Anand-Milind.
Dans les années 1990, Chinai commence à travailler avec d'autres directeurs musicaux pour des films, tels que Anu Malik, Anand-Milind, Rajesh Roshan et Nadeem-Shravan. Tout au long de ces années, elle chante plusieurs chansons à succès de Bollywood, comme Dhak Dhak Dhak avec Aditya Pancholi (Maha-Sangram), Jalta Hai Badan (Balwaan), Tere Ishq Mein Nachenge (Raja Hindustani), Chaa Raha Hain Pyaar Ka Nasha (Chandra Mukhi), Roundhe (Pyar Tune Kya Kiya), Sona Sona Roop Hai (Bollywood Hollywood), Mouje Mein (Karobaar), De Diya (Keemat), Ruk Ruk Ruk (Vijaypath) ou Sexy Sexy Sexy Mujhe Log Bole (Khuddar).
Chinai enregistre avec Lesle Lewis un album Bombay Girl, qui comprend la chanson à succès De De sortie en 1994. Simultanément, elle enregistre de nombreuses chansons pops, avec des sorties d'albums d'accompagnement. Chinai se fait remarquer pour son single et album à succès de 1995,  Made in India, composé par Biddu et amène Alisha à une célébrité nationale. À la suite de ce succès, Chinai annonce qu'elle quitte le monde du playback et veut se concentrer uniquement sur des albums pop personnelles. Cependant, ses sorties suivantes ont moins de succès. C'est également à cette époque qu'elle a une controverse majeure avec l'homme qui enregistra plusieurs chansons à succès avec elle, Anu Malik. Lors de la sortie de Made in India, Chinai avait accusé Anu Malik de l'avoir agressée sexuellement.
Chinai revient à la musique de film avec la chanson Oh My Darling pour le film d'Yash Raj Films Mujhse Dosti Karoge!. De 2000 à 2009, elle enregistre principalement avec Himesh Reshammiya, Shankar-Ehsaan-Loy et Pritam. Elle se réconcilie avec Anu Malik pour enregistrer pour un certain nombre de films, à commencer par Ishq Vishk en 2003, Fida, No Entry, Love Story 2050, Ugly Aur Pagli, Chehraa...
En 2005, la carrière de Chinai atteint un nouveau sommet lorsqu'elle chante Kajra Re (Bunty Aur Babli). La chanson lui vaut un Filmfare Award de la meilleure chanteuse de play-back. Elle est juge pour Indian Idol 3 et Star Ya Rockstar de Zee TV avec Anu Malik.
Au début du mouvement #MeToo en 2018, elle maintient la même accusation d'agression sexuelle par Anu Malik.
En 2021, elle fait à nouveau une brève collaboration avec Bappi Lahiri.

## Vie privée
Chinai est une Gujarati. Elle fut mariée à son manager Rajesh Jhaveri de 1986 à leur divorce en 1994. 
En 2003, elle a une relation sérieuse avec un musicien canadien, Romel Kazzouah ; Ils font des fiançailles mais rompent ensuite.
À partir de l'été 2020, Chinai est en couple avec Furkat Azamov, un producteur de musique originaire du Tadjikistan, qui devient son auteur, compositeur et manager.